# لامپ دوربین فیلم‌برداری

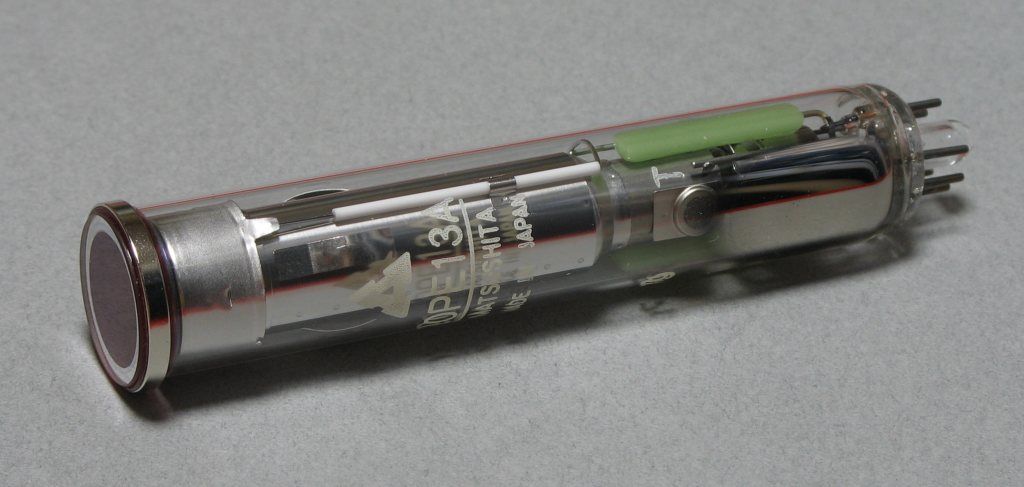
لامپ ویدیکون (2/3 in در قطر)

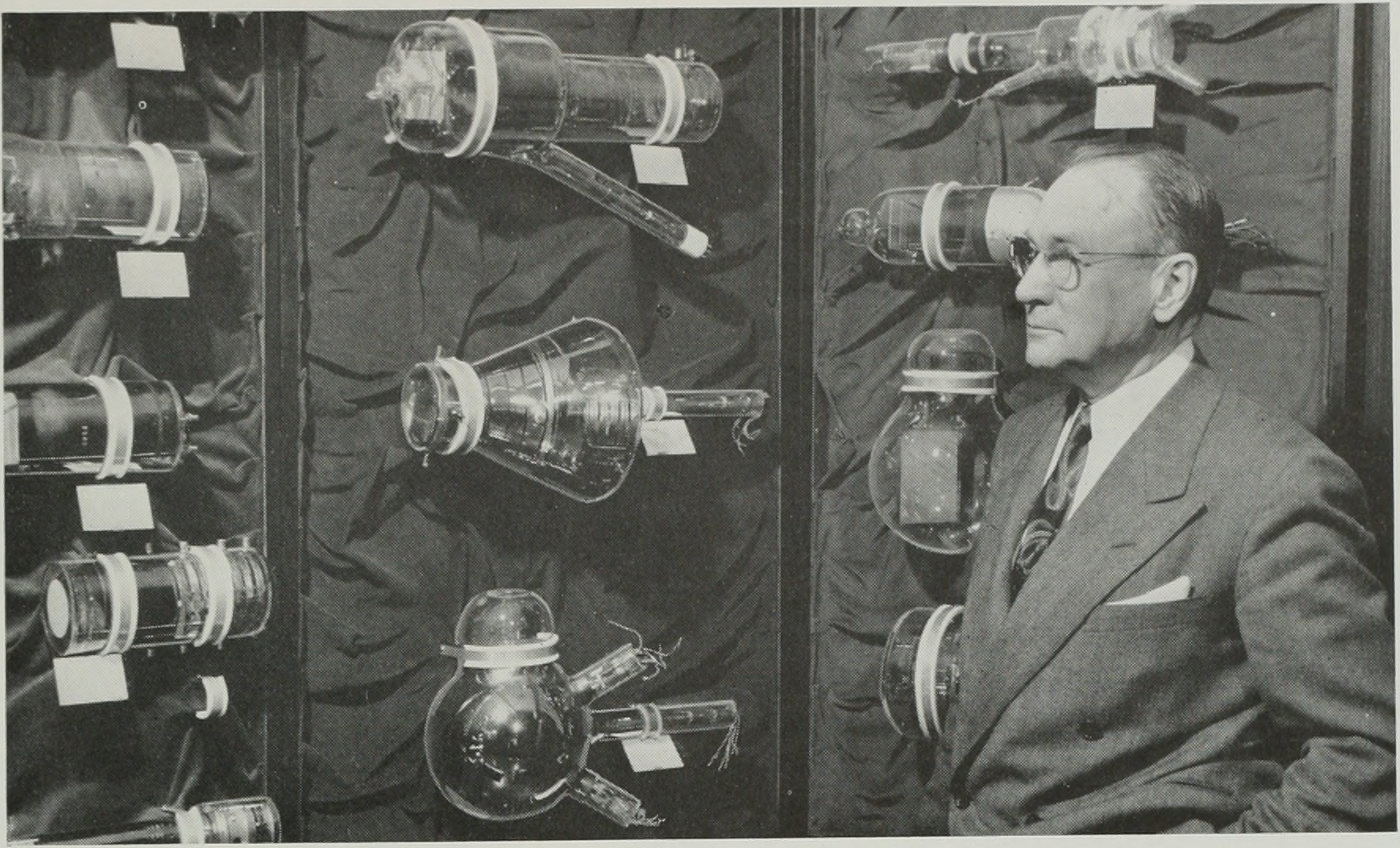
نمایش انواع لامپ‌های آزمایشی اولیه دوربین فیلمبرداری از سال ۱۹۵۴، با ولادیمیر کی زورکین، آیکونوسکوپ را اختراع کرد

لامپ‌های دوربین فیلم‌برداری افزاره‌هایی مبتنی‌بر لامپ پرتو-کاتدی بودند که قبل از معرفی حسگرهای تصویر قطعه بار-تزویج‌شده (CCD) در دهه ۱۹۸۰ در دوربین‌های تلویزیونی برای گرفتن تصاویر تلویزیونی استفاده می‌شدند. چندین نوع مختلف لامپ از اوایل دهه ۱۹۳۰ و تا اواخر دهه ۱۹۹۰ مورد استفاده قرار گرفت.
در این لامپ‌ها، پرتو کاتدی روی تصویری از صحنه برای پخش جاروب می‌شد. جریان حاصل به روشنایی تصویر روی هدف بستگی داشت. اندازه پرتوی برخوردکننده در مقایسه با اندازه هدف کوچک بود، و اجازه می‌داد ۴۸۳ خط جاروب افقی در هر تصویر در قالب ان‌تی‌اس‌سی، ۵۷۶ خط در پال، و ۱۰۳۵ خط در های‌ویژن وجود داشته باشد.